# リドラー
リドラー（Riddler）、エドワード・ニグマ（Edward Nygma）は、DCコミックスの出版するアメリカンコミック『バットマン』に登場する架空のスーパーヴィラン。ライターのビル・フィンガーとアーティストのディック・スプラングによって創造され、“Detective Comics“#140 （1948年10月）で初登場した。リドラーは犯罪の計画に謎やパズルを組み込み、警察とバットマンに事件を解決するための手がかりを残して謎の解きあいを楽しむ。リドラーはバットマンの最も永続的な敵の一人である。

## 概要
リドラーはビル・フィンガーとディック・スプラングによって創造され、“Detective Comics“#140（1948年10月）で初登場した。リドラーは謎、パズル、ワードゲームに取りつかれている。彼は「知的な優位性」を誇張するために、バットマンと警察に複雑な手掛かりを送って、予め犯行を警告することをしばしば楽しむ。この自己顕示欲の強い性格からリドラーの犯罪は派手で仰々しい。彼はドミノ・マスク、山高帽とスーツ、あるいはクエスチョンマークがちりばめられた緑のユニタードで登場する。黒、緑、紫のクエスチョンマークは、彼の視覚的なモチーフとして用いられている。
リドラーはIQの高いとてもおしゃべりな人物として描かれている。彼は強烈な人格障害者であり、自己愛性人格障害、演技性人格障害、その基礎をなす自己中心性、強迫性障害を発症している。彼は謎とパズルを考案し、それを普及することを自分の義務だと考えている。

## オリジン
学生時代のエドワード・ニグマ（後のエドワード・ナッシュトン）は、校内で謎解きの早さを競うコンテストを開催すると聞き、優勝を決意する。エドワードは夜な夜な学校へ忍び込み、教師の机からパズルを取り出して1分未満で解けるようになるまで練習した。この不正行為によって全種類のパズルを把握したエドワードは狙い通りコンテストで優勝し、賞品として謎解きの本を獲得する。卒業後、彼はゲームのカーニバルの従業員となり、自身が作った難解なパズルで挑戦者から金をだまし取る日常を送っていた。より大きな課題とスリルを求めはじめたエドワードは、バットマンに挑戦するため、現在の「リドラー」のコスチュームを身に付ける。リドラーは、自分はバットマンの偉大な敵であると考えている。

## 能力
天才的な知能
化学分野や歴史、言語など様々な分野・技能において専門家レベルの知識を持っている。
謎解き能力
犯罪を犯した後に手がかりとなる"なぞなぞ"を用意しており、"世界一の探偵"の異名を持つバットマンですら時間をかけなければ解けないレベルのものをいくつも創りだすことができる。
天才的戦術家
専門知識だけでなく、心理学や人心掌握術にも長けている。

## 他のメディア

### 映画
『バットマン フォーエヴァー』(1995年)
演 - ジム・キャリー | 日本語吹替 - 島田敏(DVD版)、古川登志夫(テレビ朝日版)
エドワード・ニグマはウェイン・エンタープライズのコンピューター／電子工学部門で働く開発者だった。脳波を操り、見た者に映像の中に入り込む錯覚を起こす装置「BOX」を発明する。しかし、社長のブルース・ウェインに「マインドコントロールは危険である」として開発と市場化を拒否される。ニグマはブルースを恨み、独断で「BOX」をニグマの上司であるフレッドに使う。その際、「BOX」は他人の脳波を吸い取る副作用があることを発見する。リドラーになったニグマは、なぞなぞの脅迫状を残して姿を消す。
ニグマは犯罪で手に入れた現金から、ニグマ・テックを設立する。バットマンの正体を暴くために、ニグマ・テック社の新型3D「BOX」の発表パーティーでブルースを罠にかける。しかし、トゥーフェイスの乱入により失敗する。その時点でブルースの脳から出た少ないヒントからバットマンの正体を知った。ゴッサム・シティ沖に要塞を築き、バットマンとロビンに戦いを挑む。しかし、バットマンによって「BOX」を暴走させられ精神に異常を来たして敗北する。
アーカム・アサイラムで独房に収容され、バットマンの正体を知っているが「俺がバットマンだ!」と叫ぶなど支離滅裂な言動をとるなど精神に異常を来たしていることから、バットマンとロビンからは「殺さなくとも正体がばれる恐れはない」と放置された。
『バットマン & ロビン Mr.フリーズの逆襲』(1997年)
リドラーのスーツがトゥーフェイスのスーツと一緒にアーカム・アサイラム囚人の私物保管所に保管されている。
『THE BATMAN-ザ・バットマン-』(2022年)
演 - ポール・ダノ | 日本語吹替 - 石田彰
本作では本名はナッシュトンと名字が変わっている。実際に起きたゾディアック事件の犯人が元となっており、？マークをつかった特別なマークで犯行のしるしをつけて無差別に殺人事件を起こすシリアルキラー。スピンオフ作品として『Riddler:Year One(原題)』という作中のリドラーの活動1年目が描かれるアメコミ作品も発売されている。

### ドラマ
『怪鳥人間バットマン』 (1966年 – 1968年)
演 - フランク・ゴーシン、日本語吹替 - 熊倉一雄
実写テレビシリーズが日本で吹き替えられた際はナゾラーと呼ばれた。英語圏以外の各国でも、似たような「謎」に引っ掛けた単語で呼称されている（イタリア語圏では「Enigmista」、スペイン語圏では「El Acertijo」、ポルトガル語圏では「Charada」など）。ドラマの初回放送で登場した。コメディアンのフランク・ゴーシンが演じているが代役としてジョン・アスティンが演じる回もある。
『GOTHAM/ゴッサム』 (2014年 - 2019年)
演 - コーリー・マイケル・スミス、日本語吹替 - 稲垣拓哉
ゴッサム市警察の検識官のエドワード・ニグマとして登場。何かとなぞなぞが好きで、普段の会話でもなぞなぞを使って話すため、署内からは変り者として扱われている。解剖室に勝手に入り込んだり、身勝手な行動が多いため署長でも困り果てているが、捜査能力や科学的証拠を見つけ出す才能があり、ゴードンと共に事件解決に活躍してきた。しかし、署内の女性に恋をした事がきっかけで彼女の交際相手だった同僚刑事をDVから刺し殺したために、次第に狂気に陥って行く。狂気に陥ってからは極度の被害妄想からゴードンを陥れようと画策し、完全犯罪を目論んで彼を犯罪者に仕立て上げる、しかしゴードンに心理戦で先回りされた為に逮捕され、『リドラー』へと変化して行く事となる。見た目は原作コミックのリドラーの姿へと代わって行くものの中間では1966年のドラマ版の『本虫』のような姿に一時変化する。シーズン5最終回では、緑色のサングラスにクエスチョンマークのコートを着た姿になる。

### アニメ
『バットマン』(1992年 - 1993年)
声 - ジョン・グローヴァー | 日本語吹替 - 安原義人
当初はスーツ姿で、途中から映画と同じユニタード姿になる。会社をクビになったことから社長を恨み、リドラーになる。初登場時は社長を拉致して、一生消えない恐怖を与えて立ち去った。
『スーパーマン』(1999年 - 2004年)
声 - ジョン・グローヴァー | 日本語吹替 -  安原義人
ゲスト出演のヴィラン。